# Naboría
La naboría o naborío fue una institución social y jurídica de Nueva España, en el siglo XVI, consistente en el repartimiento a los conquistadores españoles de un cierto número de indios para su servicio personal, durante un tiempo determinado. 
También se denominó naborío a la clase social indefinida (aunque tenían identidad legal de casta indígena) que se componía de indígenas, mestizos, mulatos y también, a veces, de españoles pobres y descastados. La mayoría habían sido criados indígenas y sus descendientes que, habiendo dejado su residencia en la ciudad, formaban barrios extramuros donde se les unían otros indígenas que no habían sido criados.
Aunque la finalidad de la adscripción jurídica era fomentar la educación del indio y su integración en los nuevos modos de vida cristianos, la realidad es que acabaron siendo explotados laboralmente. Los colonos de las Antillas intentaron repetida, aunque infructuosamente, conseguir de la Corona de Castilla que estas "naborías" se convirtieran en perpetuas, equiparándolas a la esclavitud.
Instituciones similares, como la denominada Yanacona o Mita, se dieron en otros lugares de América, en la misma época.